# Informatique neuromorphique
L'informatique neuromorphique est une approche de l'informatique cherchant à reproduire le fonctionnement du cerveau par la création de neurones artificiels. La création de ces neurones artificiels se fait par l'alliance de la biologie, l'ingénierie électrique, l'informatique et les mathématiques; le but étant de rapprocher l'ordinateur du cerveau humain dans le traitement de l'information ou encore de son système nerveux. Un ordinateur ou une puce neuromorphique se définit comme n'importe quel dispositif créé à l'aide de neurones artificiel dans le cadre de l'informatique. Une des première approches du domaine fut avancée par Carver Mead à la fin des années 1980.
Un autre aspect clef de ce domaine est l'analyse et la compréhension du fait que le fonctionnement individuel des neurones, des circuits et plus généralement de l'architecture cérébrale est un système compatible avec l'informatique. Cette approche est par ailleurs plus qu'intéressante puisqu'elle serait un changement majeur dans la manière de percevoir et pratiquer l'informatique, qu'elle impacterait la manière dont l'information est représentée, la question de l'apprentissage et du développement, etc.

## Exemples
Les FPNA (Field programmable neurone array), créés en 2006 par les chercheurs de l'Institut de Technologie de Géorgie, est un des premiers exemples concret dans la domaine. Il est analogue au FPGA, un circuit intégré standard et configurable, à la seule différence que le FPNA comprend des composants biologique; on peut citer entre autres les canaux ioniques, dendrites et synapses.
Un groupe de chercheurs du MIT a, en 2011, créé une puce électronique imitant le chemin de communication entre deux neurones à l'aide de 400 transistors et la technologie de fabrication CMOS,.
Le Human Brain Project, lancé en 2013 et d'une durée de 10 ans, était un projet de recherche aux enjeux significatifs pour le domaine de l'informatique neuromorphique. Le but recherché était de reproduire un cerveau humain complet sous forme de supercalculateur à l'aide de données biologique (en) (biological data). Il regroupait des scientifique de multiples disciplines telles que les neurosciences, la médecine ou encore l'informatique. En tout, 1,3 milliard de dollars (US) ont été alloués par la commission européenne pour ce projet.
Plus récemment, il y a l'exemple du projet Brainoware développé par les chercheurs de l'université de l'Indiana à Bloomington. Le but est de créer un ordinateur hybride, à mi-chemin entre l’ordinateur classique et un ordinateur biologique/organique, avec l’aide d'organoïdes cérébraux (de petites répliques du cerveau humain créées in-vitro à partir de cellule souche),,.

## Pourquoi un ordinateur organique?
Cette approche de l'informatique est née d'une problématique particulière : la nature énergivore de l'informatique actuelle. En effet, l'exemple des réseaux de neurones artificiels (utilisés par exemple dans le cadre du Deep Learning) est certes révolutionnaire dans le domaine, mais demande surtout une puissance importante. Pour parler chiffres, il est aussi possible de citer les supercalculateur, nécessitant 10 MW, à l'encontre des cerveaux humains n'ayant besoin que de 20 W pour fonctionner. Un autre point pesant dans la balance : l’ordinateur effectue ses calculs de manière séquentielle, contrairement au cerveau humain qui fonctionne de manière parallélisée.
Une autre raison fondamentale de l'existence de ce domaine est, tout simplement, sa nature réalisable. Le fonctionnement du cerveau humain et des ordinateurs est comparable: ils sont tous deux un objet fermé permettant de stocker l’information et pouvant réagir à différents signaux. Cette ressemblance a poussé vers cette idée folle de faire des deux un seul et même objet.